# 塞斯托纳
塞斯托纳（西班牙語：Cestona）是西班牙巴斯克自治区吉普斯夸省的一个市镇。总面积44平方公里，总人口3100人（2001年），人口密度70人/平方公里。